# Monacrosporium subtile
Monacrosporium subtile är en svampart som beskrevs av Oudem. 1885. Monacrosporium subtile ingår i släktet Monacrosporium och familjen vaxskålar.   Inga underarter finns listade i Catalogue of Life.